# 埃里克·卢克斯
埃里克·卢克斯（Éric Lux），是一名卢森堡企业家兼商人。他和热拉尔·洛佩斯是基尼集團的联合创始人。他还是基尼集團的投资管理与金融成员基尼資本的首席执行官兼董事，并拥有莲花雷诺GP车队。此外，他还担任房地产投资集团Ikodomos和房地产开发公司Ikogest的首席执行官。

## 生平
埃里克·卢克斯1993年毕业于瑞士的洛桑商学院。1994-1997年间，他担任顾问工作，擅长于工艺工程、作业基础管理和全面质量管理。1997年，卢克斯接管IkodomosGroup，并将其发展成为卢森堡领先的房地产投资与开发组织之一。该公司目前的业务活动遍布欧亚两洲。2008年，他与傑拉德·洛佩茲联合创办了私人投资管理与金融顾问公司基尼資本。他还担任了基尼資本、重力運動管理（Gravity Sport Management）、SecureIT、莲花雷诺集團和多家房地产基金的董事。他的英语、法语、德语和卢森堡语都非常流利。

## 夜总会事件
2011年4月17日，据称埃里克·卢克斯在上海的一家夜总会内被一级方程式赛车手阿德里安·苏蒂尔用香槟瓶击中颈部。此后，他就人身攻击和重伤针对蘇蒂爾提起了刑事诉讼。阿德里安·苏蒂尔将于2012年1月30日和31日接受审讯。